# 장암정
장암정(場岩亭)은 대한민국 전라남도 영암군 영암읍 장암리에 있는 건축물이다. 1987년 1월 15일 전라남도의 기념물 제103호로 지정되었다.

## 개요
장암정은 장암 대동계에서 현종 9년(1668)에 동약의 모임 장소로 지은 정자이다. 마을 유생들이 모여 향약을 읽으며 잔치를 하던 향음주례, 백일장, 회갑연 등과 나라의 행사가 있을 때 쓰이던 곳이라고 한다.
동약이란 조선시대 시골 마을에서 마을 사람들 스스로 만들어 놓은 규칙으로 좋은 일은 서로 권유하고 잘못은 서로 바로 잡아주며, 어려운 일이 있으면 서로 도와주는 것을 목적으로 한다. 지금 있는 정자는 영조 36년(1760), 정조 12년(1788), 순조 19년(1819)에 각각 고쳐 지었으며, 고종 17년(1880)에 전체적으로 보수 공사를 하였고, 1976년에 일부를 수리했다.
정자는 앞면 4칸·옆면 3칸 규모이며 지붕은 옆면에서 볼 때 여덟 팔(八)자 모양인 팔작지붕으로 꾸몄다. 앞쪽에 마루를 깔아 개방된 구조이며 뒤쪽 중앙으로 마루방 2칸을 두었다.
장암정은 건축적으로 큰 특징은 없으나, 동약의 집회소로 남아 있는 건물이 드물고, 조선 후기 호남지방의 시골 생활사를 반영하는 기록들을 보관하고 있어 역사 자료로 가치가 크다.

## 주변 건축 허용기준
2020년 1월 16일 '전라남도 지정문화재 역사문화환경 보존지역 내 건축행위 등에 관한 허용기준'이 고시되었다.

## 참고 자료
- 장암정 - 국가유산청 국가유산포털